# L'Art de la fiction

L'Art de la fiction (The Art of Fiction) est un livre de théorie littéraire à destination du grand public de l'écrivain et universitaire britannique David Lodge, publié en 1992.

## Circonstances de la rédaction
Comme David Lodge l'explique dans sa préface, il a été sollicité en 1991 par le journal The Independent pour tenir une chronique littéraire consacrée au roman, à la suite d'une chronique consacrée à la poésie, Ars poetica (« L'art poétique », référence au livre d'Horace), tenue par James Fenton. David Lodge démarque ce titre et intitule sa chronique The art of fiction.
Il la tient dans le supplément dominical (The Independant on Sunday) pendant une année au terme de laquelle son éditeur propose une édition livre. Pour celle-ci, il ne reprend pas telles quelles les chroniques publiées, mais y apporte un certain nombre de modifications.

## Contenu de l'ouvrage
Il comprend 50 chroniques structurées de façon identique : 
- Annonce du thème
- Extrait d'une œuvre littéraire (parfois de plusieurs œuvres)
- Présentation générale du thème
- Analyse détaillée de l'extrait
- Rapprochement avec d'autres œuvres, parfois de David Lodge lui-même.

Les extraits proviennent presque tous de livres de langue anglaise ; seules exception : Milan Kundera pour Le Livre du rire et de l'oubli (extrait de l'envol de Paul Éluard, thème du réalisme magique) et, dans une certaine mesure, Samuel Beckett pour L'Innommable.
Les thèmes choisis relèvent soit des techniques stylistiques, soit des techniques narratives, soit des genres littéraires.
L'œuvre de David Lodge dans L'Art de la fiction
Elle est évoquée dans plusieurs chroniques, en contrepoint des œuvres présentées.
Dans la chronique 8 (« Les noms »), il utilise des extraits de deux de ses romans (Jeux de maux et Jeu de société).

## Éditions
- Anglaises
  - Édition originale : Secker and Warburg, Londres, 1992
  - Édition de poche : Vintage, 2011, 240 p. Préface de David Lodge [ (ISBN 978-0-099-55424-0)]

- Françaises (traduction de Michel et Nadia Fuchs)
  - Payot et Rivages, 1996, 312 p. Préface de David Lodge [ (ISBN 2-7436-0000-4)]